# Kambodscha-Streifenhörnchen
Das Kambodscha-Streifenhörnchen (Tamiops rodolphii) ist eine Hörnchenart aus der Gattung der Baumstreifenhörnchen (Tamiops). Es kommt festländischen Teil von Südostasien vor.

## Merkmale
Das Kambodscha-Streifenhörnchen erreicht eine Kopf-Rumpf-Länge von etwa 11,7 bis 12 Zentimetern bei einem Gewicht von etwa 56 Gramm. Der Schwanz wird 10,7 bis 12,2 Zentimeter lang und ist damit etwa so lang wie der restliche Körper. Das Rückenfell der Tiere ist braun, darauf befinden sich drei dunklere Längsstreifen, die von helleren Streifen getrennt werden. Die mittleren hellen Streifen sind schmal
| 1 | · | 0 | · | 2 | · | 3 | = 22 |
| 1 | · | 0 | · | 1 | · | 3 | = 22 |

Der Schädel entspricht im Aufbau dem anderer Arten der Gattung. Alle Arten der Gattung besitzen im Oberkiefer pro Hälfte einen zu einem Nagezahn ausgebildeten Schneidezahn (Incisivus), dem eine Zahnlücke (Diastema) folgt. Hierauf folgen zwei Prämolare und drei Molare. Im Unterkiefer ist dagegen nur ein Prämolar ausgebildet. Insgesamt verfügen die Tiere damit über ein Gebiss aus 22 Zähnen.

## Verbreitung
Das Kambodscha-Streifenhörnchen kommt im östlichen Thailand sowie im Süden von Laos, Vietnam und in Kambodscha vor.

## Lebensweise
Über die Lebensweise des Kambodscha-Streifenhörnchens liegen nur wenig Informationen vor. Es kommt in seinem Verbreitungsgebiet in fast allen Baumbeständen vor, vor allem in immergrünen Laubwäldern und in Mischwäldern aber auch in Gebüschen und Gärten. Es ist weitestgehend baumlebend und springt von Baum zu Baum, es ernährt sich vor allem von jungen Knospen, Früchten und Insekten.

## Systematik
Das Kambodscha-Streifenhörnchen wird als eigenständige Art innerhalb der Gattung der Baumstreifenhörnchen (Tamiops) eingeordnet, die aus vier Arten besteht. Die wissenschaftliche Erstbeschreibung stammt von Henri Milne Edwards aus dem Jahr 1867, der die Art anhand von Individuen aus Vietnam nahe Saigon beschrieb. Der Artzusatz im wissenschaftlichen Namen ehrt den französischen Tierarzt Louis Rodolphe Germain.
Innerhalb der Art werden gemeinsam mit der Nominatform zwei Unterarten unterschieden:
- Tamiops r. rodolphii: Nominatform, kommt im Südosten Thailands, Kambodscha, Laos und Vietnam vor. Die Färbung der Tiere ist trübbraun auf dem Kopf und im Nacken, der Bauch ist gelb bis orange.
- Tamiops r. elbeli: Die Untertart kommt ausschließlich in den Provinzen Chaiyaphum und Khon Kaen in Thailand vor. Sie hat einen hellgelben bis orangefarbenen Kopf und Nacken und deutlich gelbbraune Rückenstreifen entlang des schwarzen Mittenstreifens.

## Status, Bedrohung und Schutz
Das Kambodscha-Streifenhörnchen wird von der International Union for Conservation of Nature and Natural Resources (IUCN) als nicht gefährdet (Least concern) eingeordnet. Begründet wird dies durch das große Verbreitungsgebiet und das häufige Vorkommen der Art in allen geeigneten Lebensräumen. Eine potenzielle Bestandsgefährdung für diese Art ist nicht bekannt.

## Belege
1. 1 2 3  Richard W. Thorington Jr., John L. Koprowski, Michael A. Steele: Squirrels of the World. Johns Hopkins University Press, Baltimore MD 2012; S. 197–198. ISBN 978-1-4214-0469-1
2. ↑  Robert S. Hoffmann, Andrew T. Smith: Genus Tamiops. In: Andrew T. Smith, Yan Xie: A Guide to the Mammals of China. Princeton University Press, Princeton NJ 2008, ISBN 978-0-691-09984-2, S. 187 ff.
3. 1 2 3 4  Tamiops rodolphii in der Roten Liste gefährdeter Arten der IUCN 2014.3. Eingestellt von: J.W. Duckworth, D. Lunde, 2008. Abgerufen am 7. April 2015.
4. 1 2  Tamiops rodolphii In: Don E. Wilson, DeeAnn M. Reeder (Hrsg.): Mammal Species of the World. A taxonomic and geographic Reference. 2 Bände. 3. Auflage. Johns Hopkins University Press, Baltimore MD 2005, ISBN 0-8018-8221-4.
5. ↑  Beolens, Watkins & Grayson: The Eponym Dictionary of Mammals. JHU Press, 2009, ISBN 978-0-8018-9304-9, S. 345 (Rodolphe).